# Stomatochaeta
Stomatochaeta je rod glavočika iz potporodice Wunderlichioideae. Postoji šest priznatih vrsta iz tropske Južne Amerike, brazil, Venezuela (5 endema), Gvajana
Rod je opisan u Memoirs of The New York Botanical Garden 9: 388. 1957.

## Vrste
1. Stomatochaeta acuminata Pruski
2. Stomatochaeta condensata (Baker) Maguire & Wurdack; Venezuela (Bolívar); Gvajana; sjeverni Brazil (Roraima)
3. Stomatochaeta crassifolia (S.F.Blake) Maguire & Wurdack
4. Stomatochaeta cylindrica Maguire & Wurdack
5. Stomatochaeta cymbifolia (S.F.Blake) Maguire & Wurdack
6. Stomatochaeta steyermarkii Aristeg.